# Eupithecia asperata
Eupithecia asperata là một loài bướm đêm trong họ Geometridae.